# 3e Prince
Circonscription électorale provinciale du Canada
3e Prince était une circonscription électorale dans la province canadienne de l'Île-du-Prince-Édouard, qui élisait deux membres à l'Assemblée législative de l'Île-du-Prince-Édouard de 1873 à 1996.

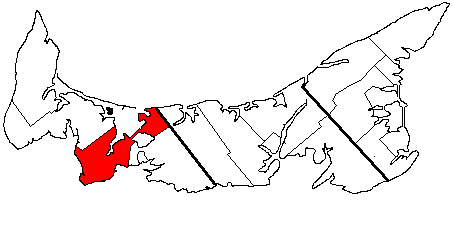
Carte démontrant la circonscription électorale de 3e Prince

Le district contenait la partie est centrale du comté de Prince.

## Membre de l'Assemblée législative

### Deux membres de 1873 à 1893
|  | Années    | Membre            | Parti        |
|  | --------- | ----------------- | ------------ |
|  | 1873-1890 | John A. MacDonald | Conservateur |
|  | 1890-1893 | J. M. Montgomery  | Libéral      |

|  | Années    | Membre                 | Parti        |
|  | --------- | ---------------------- | ------------ |
|  | 1873-1890 | Joseph O. Arsenault    | Conservateur |
|  | 1890-1893 | Joseph F. H. Arsenault | Conservateur |

### Deux membres (député et conseiller) de 1893 à 1996

#### Député
|  | Années    | Membre                 | Parti        |
|  | --------- | ---------------------- | ------------ |
|  | 1893-1895 | Joseph F. H. Arsenault | Conservateur |
|  | 1895-1897 | S. E. Gallant          | Libéral      |
|  | 1897-1908 | Joseph F. H. Arsenault | Conservateur |
|  | 1900-1908 | Joseph F. H. Arsenault | Libéral      |
|  | 1908-1922 | Aubin-Edmond Arsenault | Conservateur |
|  | 1922-1935 | Adrian F. Arsenault    | Conservateur |
|  | 1935-1947 | Marin Gallant          | Libéral      |
|  | 1947-1954 | J. Wilfred Arsenault   | Libéral      |
|  | 1954-1959 | Augustin Gallant       | Libéral      |
|  | 1959-1970 | Henry W. Wedge         | Conservateur |
|  | 1970-1976 | William Gallant        | Libéral      |
|  | 1976-1993 | Léonce Bernard         | Libéral      |
|  | 1993-1996 | Robert Maddix          | Libéral      |

#### Conseiller
|  | Années    | Membre               | Parti        |
|  | --------- | -------------------- | ------------ |
|  | 1873-1900 | John A. MacDonald    | Conservateur |
|  | 1900-1908 | Peter McNutt         | Libéral      |
|  | 1908-1915 | Hector D. Dobie      | Conservateur |
|  | 1915-1922 | Alfred E. MacLean    | Libéral      |
|  | 1922-1923 | Thomas MacNutt       | Libéral      |
|  | 1923-1927 | Thomas MacNutt       | Conservateur |
|  | 1927-1931 | Harry A. Darby       | Libéral      |
|  | 1931-1935 | Thomas MacNutt       | Conservateur |
|  | 1935-1951 | Thomas M. Linkletter | Libéral      |
|  | 1951-1959 | Frank L. MacNutt     | Libéral      |
|  | 1959-1970 | Keith S. Harrington  | Conservateur |
|  | 1970-1996 | Edward Clark         | Libéral      |